# Etno skupina Čuvarice
Etno skupina Čuvarice je hrvatska folklorna glazbena skupina iz Rame, BiH. Djeluje pri HKUD-u “Rama”. 
Iz folklornog sve više djeluju i na estradnom polju. 

## Povijest
Osnovana je 2011. godine. Okuplja ljubiteljice glazbene baštine ramskoga kraja. Snimile su vlastiti nosač zvuka "Mojoj Rami". Autori skladbi na CD-u su Biljana Glibo, njezin suprug Milan Glibo i sin David. Milan i David su instrumentalisti u skupini. Album Mojoj Rami snimljen je 2014. godine u mostarskom studiju Pavarotti. Sadrži hrvatske narodne pjesme iz Rame i pjesme posvećene Rami.
Poslije albuma snimile su spot za pjesmu "Opadaj lišće", emitiran često na CMC-u.
U šestoj godini svoga postojanja snimile su još jednu pjesmu za koju su snimile i spot. Sniman na Makljenu-Rami. Vokale za pjesmu snimile su u „Amadeus“ u Sarajevu. Aranžman je napravio Josip Vukoja Joca. U Fojnici su u studiju Josipa Vukoje za potrebe ove pjesme David i Milan Glibo snimili instrumentale na tamburi i diplama.

## Nagrade
- Nagrada za najbolje debitantice na Melodijama Mostara 2017. godine.[8]

## Vanjske poveznice
- Facebook
- Facebook
- Instagram
- Youtube